# Stygobromus coloradensis
Stygobromus coloradensis is een vlokreeftensoort uit de familie van de Crangonyctidae. De wetenschappelijke naam van de soort is voor het eerst geldig gepubliceerd in 1977 door Ward.